# Autoroute A54 (Belgique)
Pour l’article homonyme, voir A54.
L'autoroute belge A54 (classée en tant qu'E420), appelée également Carolorégienne, est une courte autoroute qui relie Charleroi à Nivelles et au-delà à Bruxelles via l'A7.

## Description du tracé
|    | Dénomination                | Destinations                                                                 | BK   |
| -- | --------------------------- | ---------------------------------------------------------------------------- | ---- |
|    | Échangeur d'Arquennes       | Autoroute Bruxelles − Mons                                                   | 0,0  |
| 20 | Petit-Rœulx                 | Nivelles, Seneffe (Petit-Rœulx-lez-Nivelles)                                 | 2,6  |
|    | Fromiée                     |                                                                              | 10,3 |
| 21 | Luttre                      | Pont-à-Celles (Luttre, Liberchies), Les Bons Villers (Frasnes-lez-Gosselies) | 11,2 |
|    | Échangeur de Thiméon        | Autoroute Mons − Namur − Liège (autoroute de Wallonie)                       | 16,0 |
| 22 | Gosselies-Ouest N582        | Courcelles, Charleroi (Gosselies)                                            | 17,3 |
| 23 | Jumet-Nord                  | Charleroi (Jumet, Gosselies)                                                 | 18,9 |
| 24 | Gosselies Aéroport          | Charleroi (Ransart), Aéroport de Charleroi-Bruxelles-Sud                     | 19,4 |
| 25 | Jumet-Est                   | Charleroi (Jumet)                                                            | 21,3 |
| 26 | Lodelinsart                 | Charleroi (Lodelinsart, Gilly)                                               | 22,3 |
| 27 | Charleroi-Nord              | Charleroi                                                                    | 23,2 |
|    | Échangeur de Charleroi-Nord | Petit ring de Charleroi                                                      | 23,5 |

## Galerie d'images

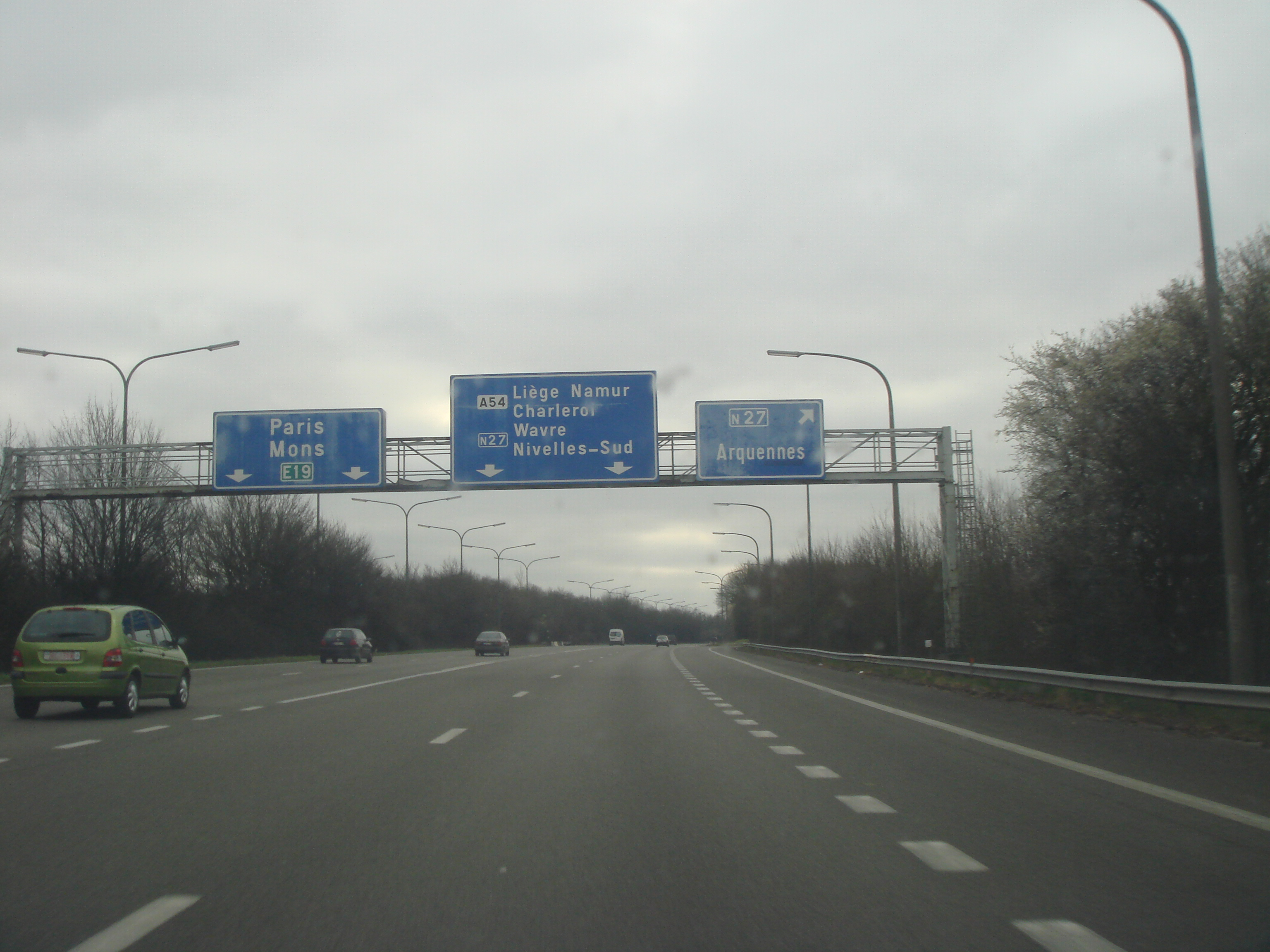
Début de l'A54 à Arquennes.
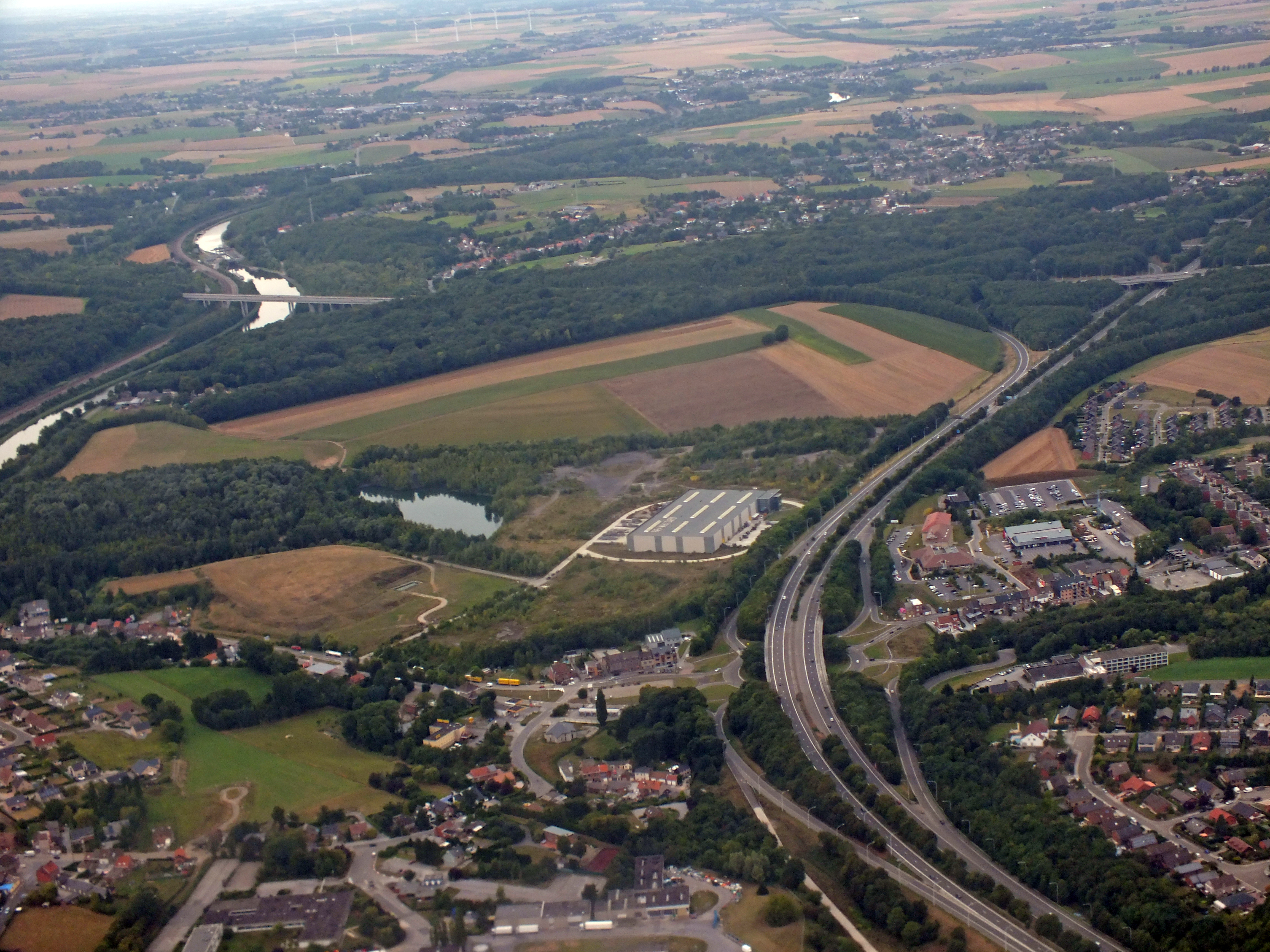
Vue aérienne de l'autoroute au nord de Jumet.
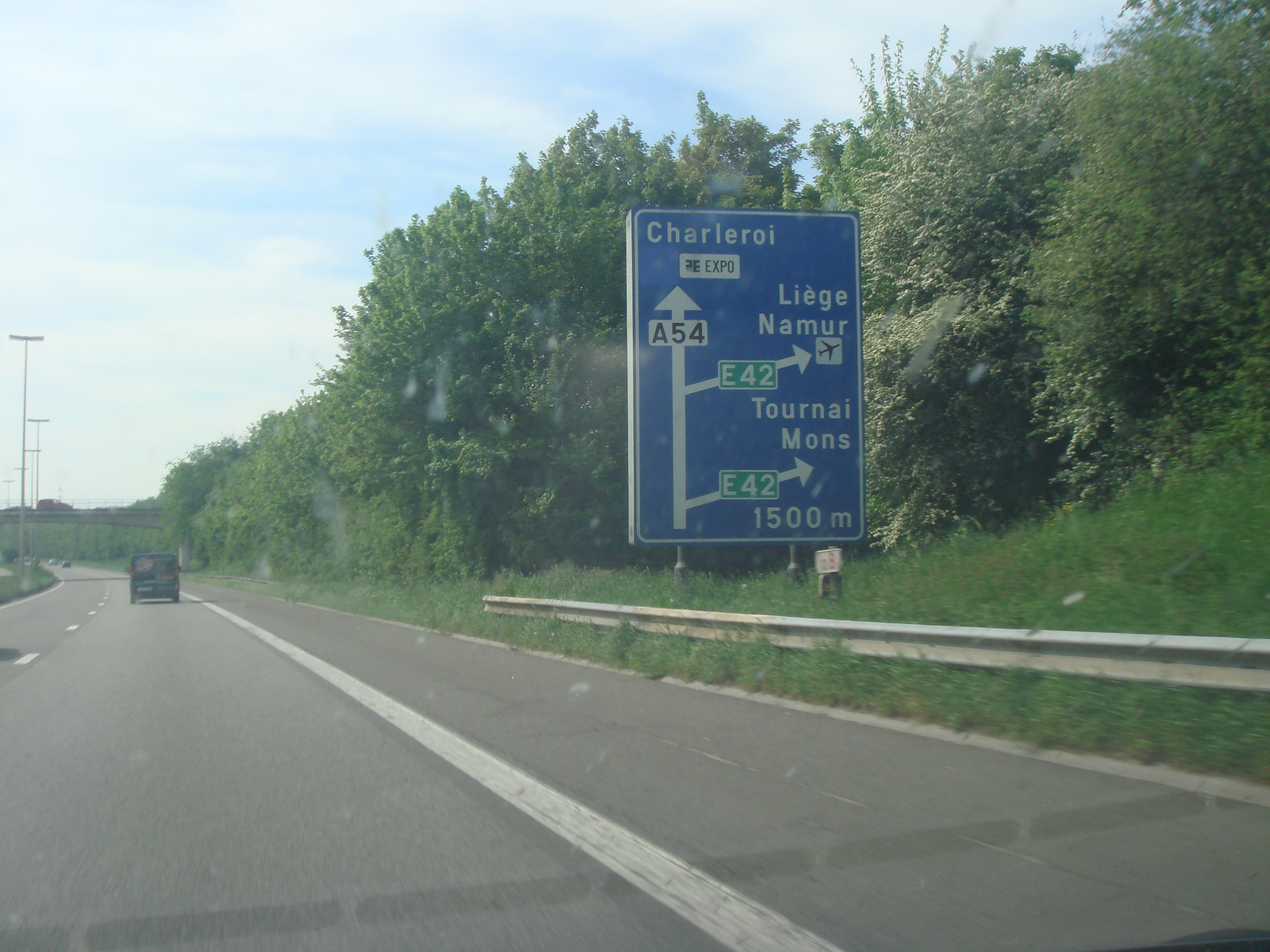
Croisement de l'A54 avec l'autoroute de Wallonie.